# Xenophilos von der Chalkidike

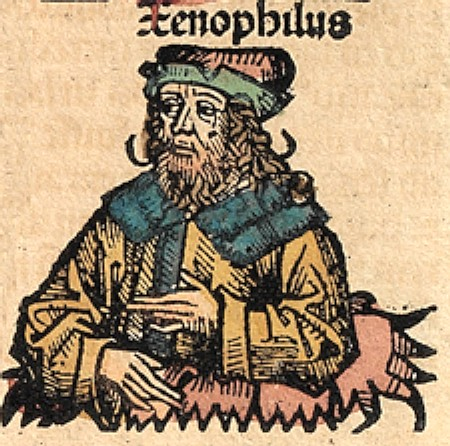
Phantasiebild des Xenophilos in der Schedelschen Weltchronik, 15. Jahrhundert

Xenophilos von der Chalkidike (altgriechisch Ξενόφιλος Xenóphilos; † in Athen) war ein Philosoph und Musiktheoretiker aus der Schule der Pythagoreer, der Anhänger des Philosophen Pythagoras. Er lebte im 4. Jahrhundert v. Chr.

## Leben und Lehre
Xenophilos war einer der Lehrer des Musiktheoretikers und Philosophen Aristoxenos. Wegen seiner Herkunft von der Halbinsel Chalkidike nannte man ihn „Xenophilos den Chalkidier“. Einer auf Aristoxenos zurückgehenden Überlieferung zufolge war er ein Schüler der Philosophen Philolaos und Eurytos und gehörte zu den „letzten Pythagoreern“, mit denen die Tradition der pythagoreischen Schule erlosch. Aristoxenos behauptet, Xenophilos sei über 105 Jahre alt geworden und habe sich seine Gesundheit und fachliche Kompetenz bis ins höchste Alter bewahrt.
Über Schriften des Xenophilos ist nichts bekannt. Von seiner Lehre ist nichts überliefert außer einem Ausspruch, den der Doxograph Diogenes Laertios mit Berufung auf Aristoxenos zitiert. Demnach antwortete Xenophilos einem Fragesteller, der erfahren wollte, wie er seinen Sohn am besten erziehen könne: „Indem du dafür sorgst, dass er Bürger eines gut regierten Staates wird.“

## Rezeption
Seiner legendären Langlebigkeit bei Bewahrung von Gesundheit und Arbeitskraft verdankte Xenophilos seine Berühmtheit in der Antike. Für das Bild, das man sich von ihm machte, waren die Angaben des Aristoxenos maßgeblich. Pseudo-Lukian, Valerius Maximus und Plinius der Ältere erwähnen das Alter von (über) 105 Jahren, das er erreicht haben soll. In der Renaissance gehörte er zu den bekannten antiken Persönlichkeiten; Rabelais erwähnt ihn in der Vorrede zum 5. Buch von Gargantua und Pantagruel, Montaigne nimmt auf seine  Langlebigkeit bei voller Gesundheit Bezug.